# FK Ganclarbirliyi Sumgayit
Maillots
Le Futbol Klubu Ganclarbirliyi Sumgayit (en azéri : Futbol Klubu Gənclərbirliyi Sumqayıt), plus couramment abrégé en Ganclarbirliyi Sumgayit, est un ancien club azerbaïdjanais de football fondé en 2003 et disparu en 2008, et basé dans la ville de Soumgaït.

## Historique
- 2003 : fondation du club
- 2008 : fermeture du club

## Palmarès
| Compétitions nationales                                    |
| ---------------------------------------------------------- |
| - Championnat d'Azerbaïdjan D2 (1) : - Champion : 2003-04. |

## Personnalités du club

### Présidents du club
- Fakhraddin Muradov
- Ilgar Nuriyev

### Entraîneurs du club
- Samir Aliyev
- 2005  Adel Amrouche